# Paula Tobias

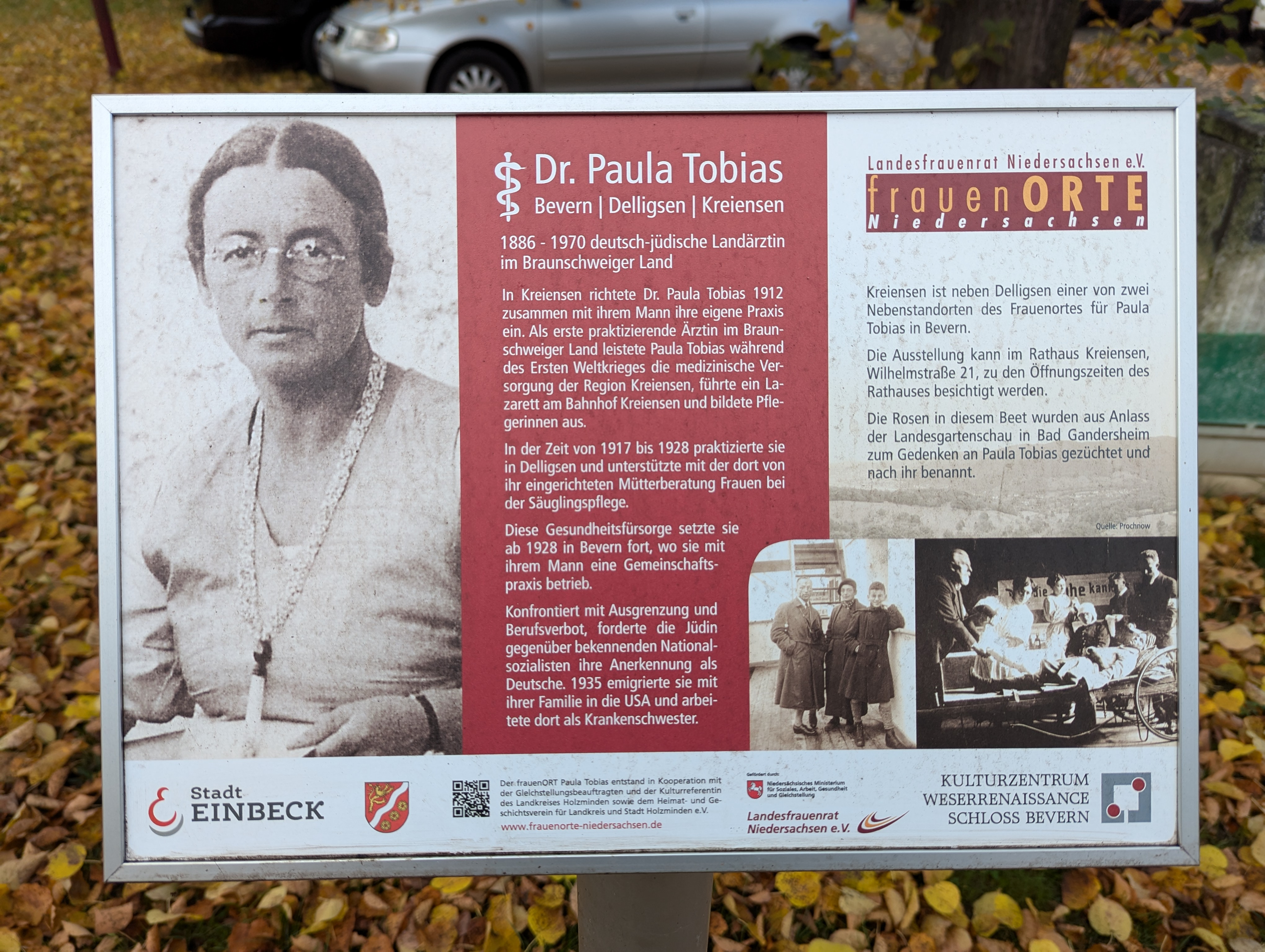
Erinnerungstafel für Paula Tobias in Kreiensen in der Nähe des Bahnhofs

Paula Tobias (geboren am 15. Januar 1886 als Paula Sussmann in Hamburg; gestorben am 13. November 1970 in Pacific Grove, Monterey (Kalifornien)) war eine deutsche Ärztin. Sie arbeitete ab 1912 als Landärztin im damaligen Herzogtum Braunschweig, später Freistaat Braunschweig. Da sie und ihr Ehemann jüdischer Herkunft waren, flüchteten sie Ende 1935 aus Deutschland. Zuvor hatte Tobias mit verschiedenen, teilweise prominenten Nationalsozialisten korrespondiert und gegen den Ausschluss der Juden aus dem deutschen Volk protestiert, während sie und ihre Familie bereits Übergriffen ausgesetzt waren. 1940 verfasste Tobias für die Harvard-Universität einen autobiographischen Bericht, dem sie auch amtliche und private Korrespondenz ihrer Familie beifügte. Mit diesem Material zeigte sie, wie als Juden definierte Menschen im nationalsozialistischen Deutschland ausgegrenzt und verfolgt wurden, und wie nichtjüdische Freunde, Patienten und Bekannte sich dazu positionierten.

## Eltern, Jugend und Ausbildung
Paula Tobias’ Familie lebte in Hamburg. Ihr Vater, Siegfried Sussmann, war Kaufmann in Hamburg. Er starb 1916.

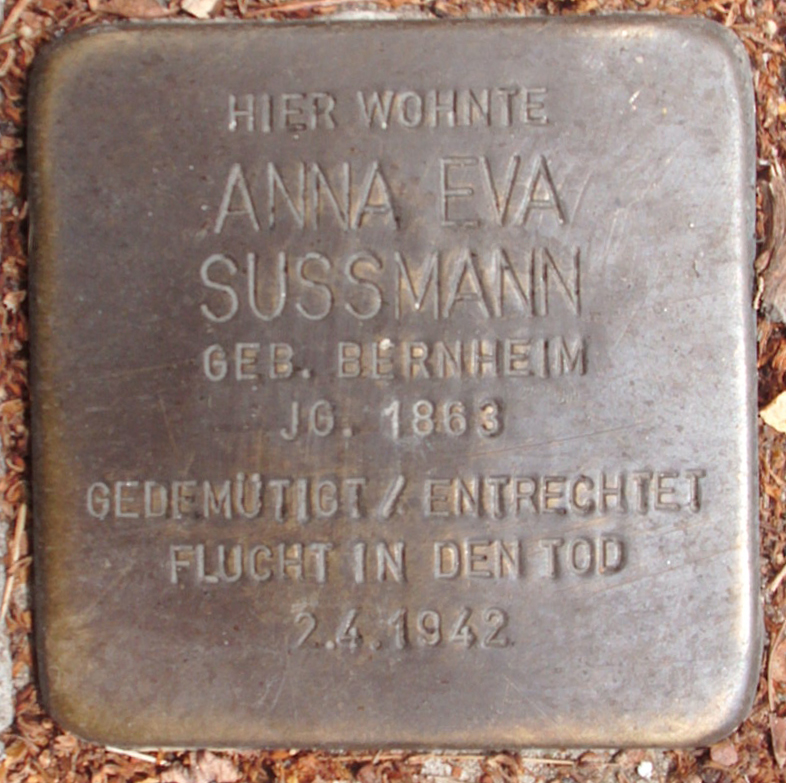
Stolperstein für Anna Eva Sussmann in Hamburg-Eppendorf

Ihre Mutter, Anna Eva Sussmann, geborene Bernheim, eine Reiseschriftstellerin und Frauenrechtlerin, nahm sich 1942 das Leben, als sie deportiert werden sollte.
Paula hatte einen Bruder, John, er fiel 1915 im Ersten Weltkrieg.
1893–1901 besuchte Paula Tobias die private Elisabeth-Goethe-Textor-Schule in Hamburg und im Anschluss daran Realgymnasialkurse. 1906–1911 studierte sie Medizin in Berlin, Heidelberg und München. 1911 wurde sie in Heidelberg promoviert. 1912 erhielt sie ihre Approbation. Ihre praktische Ausbildung absolvierte sie in Hamburg und in Göttingen bei Friedrich Göppert, mit dem sie auch danach in Verbindung blieb.
Paula Tobias interessierte sich für Literatur und liebte schon seit ihrer Schulzeit besonders Wilhelm Raabe, dessen Erzählungen in der Gegend spielen, in die sie 1912 zog, um dort zu leben und zu arbeiten.

## Leben und Arbeit 1912–1935

### Landärztin in Kreiensen 1912–1917
1912 übernahmen Paula Tobias und ihr Ehemann Siegfried (Fritz) Tobias eine Landarztpraxis in Kreiensen im damaligen Herzogtum Braunschweig.
Fritz Tobias war während des gesamten Ersten Weltkrieges als Sanitätsoffizier im Kriegsdienst. Da auch ein weiterer Kollege eingezogen wurde, oblag Paula Tobias die ärztliche Versorgung der Bevölkerung im Ort bis Ende 1916 allein.
Kreiensen war damals ein wichtiger Eisenbahnknotenpunkt. Daher hatten dort in unregelmäßigen Abständen – meist zur Nachtzeit – Züge Aufenthalt, die verwundete Soldaten von der Front zurücktransportierten. Paula Tobias versorgte die Verwundeten während der Aufenthaltszeiten zusammen mit Frauen aus dem Ort, die sie zu Sanitäterinnen und Pflegerinnen ausgebildet hatte. Zusammen mit einem anderen Arzt aus einem benachbarten Gebiet arbeitete sie außerdem in dem Lazarett, das in Kreiensen für Soldaten eingerichtet wurde.

### Landärztin und Familiengründung in Delligsen 1917–1928
Ende 1916 wurde der andere Arzt aus Kreiensen wegen gesundheitlicher Probleme aus dem Kriegsdienst entlassen und kam zurück. Tobias wechselte nun nach Delligsen, wo die Wege, die sie für die Krankenbesuche – mit dem Fahrrad – zurückzulegen hatte, weniger weit waren als in Kreiensen.
Hier gründete Paula Tobias 1917 die erste Mütterberatungsstelle im Braunschweiger Land.
1918–1920 erlebten Tobias und ihr Ehemann die „Spanische Grippe“, die praktisch jeden traf. Paula Tobias berichtete, dass auch die von der Grippe Genesenen langfristig von der Krankheit geschwächt, arbeitsunfähig und gereizt gewesen seien. Sie hielt dies sogar für einen der Auslöser der gewalttätigen Ausschreitungen, zu denen es 1921 in Delligsen kam, als Arbeiter sich wegen der Lebensmittelpreise gegen wohlhabende Bauern wandten.
1921 und 1923 wurden zwei Söhne geboren. Paula Tobias zog sich aus der Praxis zurück, arbeitete jedoch weiter in der Mütterberatung. Der ältere Sohn starb 1928.

### Landärztin in Bevern, Kreis Holzminden 1928–1935
„We moved to Bevern, which we thought an ideal place to live and to work unto the end of our lives.“ („Wir zogen nach Bevern, in dem Glauben, dass es der ideale Ort sei, um dort bis ans Ende unserer Tage zu leben und zu arbeiten.“)
In Bevern arbeitete Paula Tobias wieder mit ihrem Mann in der gemeinsamen Praxis und bot Mütterberatung an.
Das Ehepaar Tobias setzte sich auch im weiteren Sinne für die Gesundheit der Bevölkerung ein. Fritz Tobias regte den Bau eines Schwimmbades an, und das Ehepaar finanzierte ihn mit. Eine Zeitzeugin, damals Jugendliche, berichtet, dass Paula Tobias ihr wegen ihrer Größe und Haltung das Schwimmen empfahl und es ihr auch gleich selbst beibrachte („Frau Doktor gab sich Mühe mit mir, und ich lernte es“). Paula Tobias war Mitglied im Bund der Offiziersfrauen und ließ sich darüber Kinder aus der Stadt vermitteln, die sie in den Sommermonaten für Erholungsaufenthalte in ihrem Haus aufnahm.

## Kampf gegen die Entrechtung 1933–1935

### Beginn der Judenverfolgung
Nach dem 1. April 1933 durfte Fritz Tobias wegen seiner Teilnahme als Soldat im Ersten Weltkrieg zunächst weiterpraktizieren. Trotzdem war die Praxis von der landesweiten, von den Nationalsozialisten organisierten Boykottaktion gegen jüdische Geschäfte und Praxen nicht ausgenommen. Vor dem Haus der Familie Tobias, in dem sich auch die Praxisräume befanden, wurden jugendliche Posten aufgestellt, und die Patienten des Ehepaars Tobias wurden aufgefordert, zu einem bestimmten anderen, als Nationalsozialist aktiven Arzt zu gehen. Die Posten wurden über mehrere Wochen beibehalten.
Paula Tobias wurde vom Kreisgesundheitsamt mitgeteilt, dass sie als Nichtarierin nicht würdig sei, die Mütterberatung weiterzuführen. Sie erhob Widerspruch und machte geltend, dass sie selbst die Mütterberatung eingerichtet und in der Inflationszeit in Delligsen unentgeltlich durchgeführt hatte, erfolglos.
Im Schloss Bevern, in dem sich bis dahin eine Erziehungsanstalt für 300 Jungen befunden hatte, wurde eine SA-Sportschule eingerichtet, deren Angehörige Juden und Sozialdemokraten im Ort terrorisierten, indem sie sie nachts aus dem Bett holten und im Schloss zusammenschlugen oder sie beraubten. Vor dem Haus der Familie Tobias sangen Mitglieder dieser Sportschule regelmäßig antisemitische Hasslieder, die zum Mord an Juden aufforderten.
Der Sohn der Familie Tobias wurde im Gymnasium in der Kreisstadt Holzminden von Mitschülern und nationalsozialistisch gesinnten Lehrern schikaniert. Andere Lehrer versuchten, die jüdischen Schüler zu schützen, aber 1935 wurde mit Billigung des Schulleiters auf einem Transparent über dem Schuleingang verkündet, dass Juden dort nicht willkommen seien.

### Versuch des Nachweises ihres Deutschtums
1933 veröffentlichte Leonardo Conti, Staatskommissar für das Gesundheitswesen in Preußen, einen Artikel im Deutschen Ärzteblatt, in dem er forderte, die Volkszugehörigkeit von der „Rasse“ abhängig zu machen: „Die Bezeichnung ‚Staatsbürger‘ ist nach Möglichkeit schon zu vermeiden [...]. [...] [E]in Teil des Judentums [glaubt] angeblich oder aus innerer Überzeugung, sein Judentum lediglich als Konfession auffassen zu können, die mit Volks- und Staatsangehörigkeit nichts zu tun hat“. Die Volkszugehörigkeit hänge jedoch von der Rassenzugehörigkeit ab, und diese sei nicht dem Willen des Einzelnen unterworfen.
Daraufhin stellte Tobias im Sommer 1933 Unterlagen zusammen, mit denen sie das Deutschtum der deutschen Juden – und damit auch ihr eigenes – belegen wollte. Darunter befanden sich Dokumente, die sie selbst oder ihre Familie betrafen, wie das Schreiben, mit dem ihrem Vater der Tod ihres Bruders im Ersten Weltkrieg mitgeteilt worden war, sowie medizinische Vorträge für Laien, die sie selbst gehalten hatte (über die richtige Ernährung in Hungerzeiten und „Das Geschlechtsleben der Frau“), aber auch vaterlandstreue Gedichte anderer Juden und ein Zeitungsartikel über die vom Arierparagraphen getroffenen jüdischen Wissenschaftler. Tobias schickte das Konvolut mit einem höflichen Protestschreiben an Conti. Da sie sich des Risikos bewusst war, dem sie sich durch diese Aktion aussetzte, hinterlegte sie eine Kopie ihres Schreibens bei Friedrich Bodelschwingh, mit dem sie ebenfalls korrespondierte, damit man wisse, worin ihr „Verbrechen“ bestand, falls sie verhaftet würde.
Conti scheint nicht reagiert zu haben, aber Tobias schickte das gleiche Konvolut in den folgenden Monaten an weitere Nationalsozialisten, um für die jüdischen Deutschen einzutreten. Mit einigen der Adressaten entspannen sich Briefwechsel, in denen diese ihre Sicht der „Judenfrage“ darlegten. Aber auch Paula Tobias – als nationalkonservativ eingestellte, konfessionslose Frau jüdischer Herkunft, deren Familie während dieser Korrespondenz akuten Übergriffen zunehmender Intensität ausgesetzt war – arbeitete ihre eigene Position allmählich stärker heraus.

### Protest gegen den Ausschluss der Jüdinnen aus den Organisationen der Frauenbewegung
1934 wandte sich Tobias an eine Protagonistin der nationalsozialistischen Frauenbewegung, Gertrud Baumgart, um zu kritisieren, dass Baumgart in ihrer Monographie „Frauenbewegung: Gestern und heute“ unerwähnt gelassen habe, dass der Arierparagraph auch in Organisationen der Frauenbewegung angewandt wurde. Baumgart antwortete, dass sie die Verdienste von Tobias anerkenne und sie die unverdiente „Härte“, die Tobias nun treffe, sehr bedaure, dass sie den Arierparagraphen aber durchaus begrüße: „Ich halte den Trennungsschnitt für notwendig“. Tobias widersprach: „Deutschland war uns durch Generationen hindurch unser Vaterland – ich wüsste nicht, was für ein anderes wir hätten. Es hat uns alles gegeben, und wir haben ihm alles geleistet, was durch diese Bindung an wechselseitigen Werten geschaffen wird. Umso tiefer trifft es uns, dass unseren Kindern diese Lebensgrundlage entzogen werden soll.“

### Briefwechsel mit Börries von Münchhausen
Auch mit dem Literaten Börries von Münchhausen führte Tobias 1934/1935 einen Briefwechsel. Er beschrieb den herrschenden Antisemitismus, den er teilte, als tiefsitzendes, unveränderliches Gefühl der Fremdheit des anderen, wie die Wahrnehmung eines Geruchs. Tobias antwortete ihm:
„Es gab immer Menschen genug und wird sie auch weiterhin geben, bei denen Witterung und Fingerspitzengefühl für Zusammengehörigkeit eben in anderen Organen liegen. Ich zähle mich mit vollem Bewusstsein zu diesen, habe im Verlauf meines Lebens auch genug rein arische Menschen kennen gelernt, mit denen das Verbundensein auf einer anderen Grundlage Belastungsproben wie die heutigen nicht nur aushielt, sondern gerade durch sie in einer Weise gefestigt wird, wie es anders nie hätte in Erscheinung treten können.“
Sie fügte hinzu, dass sie den Versailler Vertrag „wie jeder andere Deutsche“ für ungerecht halte, der Arierparagraph jedoch ebenfalls ungerecht sei: „Ich glaube nicht, dass es uns dem allgemeinen ersehnten Frieden näher führt, wenn wir Klassen- und Nationenkampf nun durch den Rassenkampf ablösen.“

## Kalifornien 1935–1970
In den USA konnte nur einer der Ehepartner die Zulassung als Arzt erlangen. Fritz Tobias eröffnete dort wieder eine Praxis. Paula Tobias arbeitete bis 1956 als Krankenschwester und wohnte nach der Scheidung von ihrem Ehemann 1945 in einem Zimmer im Wohnkomplex des Sanatoriums oder Krankenhauses, in dem sie arbeitete. Sie starb 1970.

## Teilnahme am Preisausschreiben der Harvard-Universität „My Life in Germany“ 1940
1940 setzten Soziologen der Harvard-Universität Preise für die besten unveröffentlichten Lebensbeschreibungen von Deutschen aus, „die das Leben in Deutschland vor und nach dem 30. Januar 1933 gut kennen“. Ihr Ziel war es, „eine wissenschaftliche Materialsammlung zu erhalten, mit der die gesellschaftlichen und seelischen Auswirkungen des Nationalsozialismus auf die deutsche Gesellschaft und das deutsche Volk“ untersucht werden sollten. Die Beschreibungen sollten sachlich und faktenreich sein.
Daher versuchte Paula Tobias, ihr Leben als repräsentativ für einen gesellschaftlichen Typus zu begreifen und darzustellen. Ihre Einreichung enthält wenig familiäre Details. Ihre Lebensbeschreibung umfasst nur 11 von 247 Seiten. Bei den anderen Dokumenten handelt es sich um private, dienstliche und amtliche Schreiben, die ihr Leben in Deutschland vor und nach 1933 illustrieren und die sie teils mit erläuternden Kommentaren versah. Bei einem Teil der Briefe handelt es sich um Korrespondenz, in der sie mit den Adressaten über die Entrechtung der Juden diskutierte. Weitere Dokumente ordnete sie nach Kategorien von Korrespondenzpartnern (Organisationen, Lehrer und Schulen, Geistliche, Schriftsteller und verschiedene Einzelpersonen). Einige Briefe stammen auch aus der Zeit nach 1935, da Tobias bis zum Ausbruch des Zweiten Weltkriegs weiter mit Freunden in Deutschland korrespondierte und versuchte, jüdische Freunde zu retten.

## Rezeption
Tobias’ Manuskript „My Life in Germany“ entsprach nicht den Vorstellungen des Preiskomitees, und sie gewann keinen Preis. Wie sie den Professoren daraufhin erläuterte, hatte sie es jedoch sehr bewusst so zusammengestellt, weil sie der Auffassung war, dass die schriftlichen Zeugnisse ganz unterschiedlicher Verfasser ein objektiveres und repräsentativeres Bild der Lage in Deutschland vor und nach 1933 vermittelten, als eine längere von ihr selbst verfasste Darstellung dies ermöglicht hätte.
Das Manuskript ist bisher nur der Forschung direkt zugänglich.
Die Erziehungswissenschaftlerin Wiebke Lohfeld legte 2003 eine Monographie vor, in der sie die autobiographischen Elemente aus Paula Tobias’ Manuskript herauslöste und zu einem Porträt neu zusammensetzte. Dieses ergänzte sie durch Recherchen in Archiven und Aussagen von Zeitzeugen. Das Ergebnis ist keine Biographie, sondern eine soziologische Einzelfallstudie. Sie untersucht die familiäre, gesellschaftliche und berufliche Stellung von Paula Tobias und die Art und Weise, wie sie mit den Herausforderungen und Prüfungen ihres Lebens umging. Lohfeld geht auch ausführlich auf die sozialen, wirtschaftlichen und zeitgeschichtlichen Umstände ein, auf die Tobias in den Ortschaften traf, in denen sie lebte und arbeitete.
In der Region, in der Paula Tobias gelebt hatte, stießen besonders Tobias’ und Lohfelds Schilderungen von Tobias’ Arbeit als Ärztin, ihrem Leben in der sehr ländlichen Gegend und der Verfolgungsmaßnahmen gegen sie auf Interesse. Seit 2017 wurde Tobias im Zuge der Aktion „Frauenorte“ durch Lesungen und die Einrichtung von Dauerausstellungen in ihren ehemaligen Wohnorten geehrt.
Aber auch Tobias’ geistige Auseinandersetzung mit den Nationalsozialisten über den Ausschluss der Juden aus dem deutschen Volk fand Beachtung. Ein Brief aus Tobias’ Manuskript wurde in den von Wolf Gruner herausgegebenen ersten Band der Quellensammlung Die Verfolgung und Ermordung der deutschen Juden im nationalsozialistischen Deutschland aufgenommen. Dabei handelt es sich um den „Trennungsschnitt“-Brief der völkisch-nationalsozialistischen Frauenrechtlerin Gertrud Baumgart.

## Schriften
- Über das Vorkommen histogener Mastzellen im Epithel. Heidelberg, Dissertation Medizin von 1911.
- My Life in Germany (unveröffentlichtes Manuskript), 1939, Houghton Library, Boston, bMS Ger 93, #235.[60]

## Ehrungen und Gedenken
- Frauen-Verdienstkreuz für Kriegshilfe[61]
- FrauenORT Paula Tobias. Dauerausstellungen im Schloss Bevern sowie den Rathäusern Delligsen und Kreiensen sowie zahlreiche Lesungen und Vortragsveranstaltungen im Rahmen der Aktion „Frauenorte“ (seit 2017/2018).[62] Im Rahmen dieser Aktion wurde im November 2017 am ehemaligen Praxis- und Wohnhaus in der Dr.-Jasper-Straße 67 in Delligsen eine Gedenktafel angebracht.[63]